# Cryptostylis hamadryas
Cryptostylis hamadryas är en orkidéart som beskrevs av Rudolf Schlechter. Cryptostylis hamadryas ingår i släktet Cryptostylis, och familjen orkidéer. Inga underarter finns listade i Catalogue of Life.